# Sotkettama
Sotkettama est une île du lac Päijänne à Sysmä en Finlande,.

## Géographie
Sotkettama mesure 1,5 kilomètre de long, 1,2 kilomètre de large pour une superficie de 84,8 hectares. 
Sotkettama est située dans la partie ouest du Tehinselkä près du continent dans le groupe d'îles de Töijensalo.
Sotkettama est séparée du continent par la baie Sotkettamanlahti et le détroit Vähäsalmi.
D'une largeur variant de 10 à 110 mètres le Vähäsalmi est traversé par la route menant à l'île.
La route traverse la digue et le pont d'Hirvensalmi à l'autre extrémité de l'île, jusqu'à Töijensalo et de là jusqu'à Kähärinsaari.
Couverte de forêts, Sotkettama est une terre basse avec quelques petites collines dont la plus haute culmine à 19 mètres au dessus du Päijänne. 
L'île compte une trentaine de maisons de vacances et deux habitations permanentes.